# 黑紋副仙女魚
黑紋副仙女魚，為輻鰭魚綱仙女魚目合齒魚亞目副仙女魚科的其中一種，分布於西太平洋澳洲海域，體長可達24.3公分，背鰭軟條11枚;臀鰭軟條9-10枚，為深海底棲性魚類，棲息在底層水域，生活習性不明。

## 擴展閱讀
維基物種上的相關：黑紋副仙女魚